# Zagórze, Hạt Kamień
Zagórze [zaˈɡuʐɛ] (German Sager) là một ngôi làng thuộc khu hành chính của Gmina Wolin, thuộc hạt Kamień, West Pomeranian Voivodeship, ở phía tây bắc Ba Lan. Nó nằm khoảng 4 kilômét (2 mi) phía nam của Wolin, 21 km (13 mi)     phía tây nam Kamie Kam Pomorski và 44 km (27 mi) phía bắc thủ đô khu vực Szczecin.
Ngôi làng có dân số 180 người.